# 格特·馮·倫德施泰特
（1875年12月12日—1953年2月24日）是纳粹德国德意志国防军陆军军官，1940年7月19日被晋升为元帅。他是纳粹政权军官中资历最老的指挥官之一，曾经历第一次世界大战，其一生从事军旅生涯並對政治缺乏兴趣和了解。
伦德施泰特在第二次世界大战期间指挥的重大战役有：波蘭戰役担任南方集团军群总司令；西线战争担任A集团军群总司令；巴巴罗萨计划担任南方集团军群总司令，后被中途撤离；在纳粹转而防守时被希特勒任命为西线总司令兼D集团军群总司令。

## 出生与普鲁士时期
伦德施泰特出生於阿舍斯莱本（今萨克森-安哈尔特州）一個普魯士貴族家庭，父亲是一名少将军官。伦德施泰特家族是普鲁士有名的旧贵族军人家庭，据说其家族的军旅生涯已经长达850年；母亲来自一个中产家庭，他们共育有四个子女，伦德施泰特是长子。
1892年伦德施泰特毕业于格罗斯利希菲尔德的普鲁士王家中央军官学院，而后被调往驻卡塞尔的83步兵团担任见习军官。1893年晋升为少尉，正式开始了自己的军旅生涯。1900年伦德施泰特被晋升为中尉担任团副官，之後在1902年進入普鲁士精英軍事學院；此學院每年只招收160名新生然後以考試淘汰其中75%的學生，于1907年畢業并获晋升上尉调往总参谋部工作。

## 第一次世界大战前后
伦德施泰特在第一次世界大戰期間獲升為少校並任其所屬师的參謀長，而后获晋升为中校。伦德施泰特在普鲁士时期并没有得到过多的表现机会，以至于在第一次世界大战中反而升迁缓慢。真正得到发展的日子却来自第一次世界大战之后的威玛共和国陆军时期，并且在之后的纳粹德国德意志国防军陆军时期更是飞黄腾达。
在这段时间里伦德施泰特的晋升异常迅速，1920年伦德施泰特以中校军衔加入威玛共和国陆军，任第三骑兵师参谋长。1923年晋升上校，1926年任驻卡塞尔第二集团军参谋长。1927年晋升少将，1928年任第二骑兵师师长，一年之后伦德施泰特又被晋升为中将。到1932年獲任命為第3步兵師師長兼柏林第三军区司令，半年后被任命为柏林第一集团军司令，下辖四个步兵师和两个骑兵师并获晋升上将。同年倫德施泰特遭到恐嚇要求他辞职，起因是弗朗茨·馮·帕彭宣佈實施戒嚴令並命令倫德施泰特從州政府辦公室驅逐納粹黨黨員。迫于压力下伦德施泰特最終在1932年10月31日請辭。

## 第二次世界大战

### 波兰战役
1939年8月23日，第二次世界大戰即将爆發，在纳粹德国与苏联签订莫洛托夫-里宾洛甫条约并秘密约定瓜分波兰后，倫德施泰特重新復職被任命为南方集團軍总司令，波蘭戰役随之展开。在这次战役中伦德施泰特等纳粹德国德意志国防军陆军将领采用了全新的闪电战战术，在空军、炮兵、坦克以及机械化、摩托化部队的轮番立体攻击下波兰这个当时欧洲陆军数量位居第5的军事大国，仅在1个月（1939年9月1日至1939年10月2日）的时间被纳粹德国德意志国防军彻底击溃。

### 法国战役
随后伦德施泰特被任命为A集团军群总司令（期间曾短暂担任东线总司令）。纳粹德国德意志国防军陆军参谋总部制定了名为黄色方案的入侵计划，这个计划与第一次世界大战中的施利芬计划类似，即德军以主力部队自右翼比利时北部的列日地区发动突击，而左翼则保留少数部队进行牵制。然而伦德施泰特的参谋长曼施坦因则认为沿用『黄色方案』只会再次导致类似第一次世界大战般的失败，他提出以一个集中的装甲部队为进攻主力，在中央地区利用强大的机械化部队快速通过阿登森林从而繞過馬奇諾防線切断法军南北联系的入侵法國作戰計畫。此计划获得了伦德施泰特和古德里安等人的支持，并被转呈希特勒。1940年2月22日希特勒批准了这一作战计划，德国陆军参谋部将这一计划命名为鐮刀收割。此时主攻部队已经从原定的B集团军群变更为中央地区伦德施泰特为总司令的A集团军群。他们包括兩個裝甲師、3個機械化步兵師和35個正規步兵師；属下更是有曼施坦因、古德里安和隆美尔等知名将领。

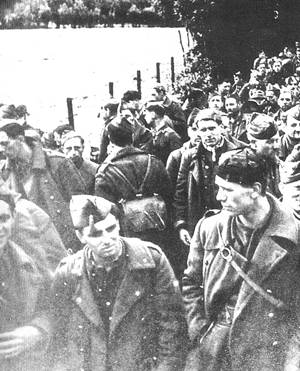
被德国俘虏的英法联军士兵

1940年5月10日，德国发起了法國戰役，而古德里安率領的第19裝甲军仅用两天时间便成功穿越阿登山脉110公里长的峡谷地带，在英法联军防線上撕開一大片缺口。并在5月12日下午已经到达了馬斯河北岸，夜晚开始准备渡河，而强渡马斯河也被誉为德国人在法国战役的关键。后来因为倫德施泰特擔心过于迅速推进的装甲部队在沒有步兵支援下的存活能力，遂要求停止推進直到步兵趕上為止；也令人们误以为英國部隊能從敦刻爾克成功撤退是拜伦德施泰特所赐。事實上伦德施泰特下达停止推进命令是因为希特勒出於政治原因的考量，他认为讓英軍撤退可以令英德和約更容易締結。
1940年7月19日伦德施泰特在柏林国会举行的仪式中獲晉升為元帅。之后任命伦德施泰特的A集团军群为入侵英國的作战海獅計畫的进攻主力。然而由于伦德施泰特始终认为海狮计划是一种政治宣传攻势，并不可能付诸行动。以至于在法国进行的登陆演习中伦德施泰特从未前往视察。在海獅計畫取消後，A集团军群大部分兵力被调往波兰，而倫德施泰特被任命为西线总司令负责指挥荷蘭、比利時和法國海岸防御部队，并修築防御工事。

### 苏德战争

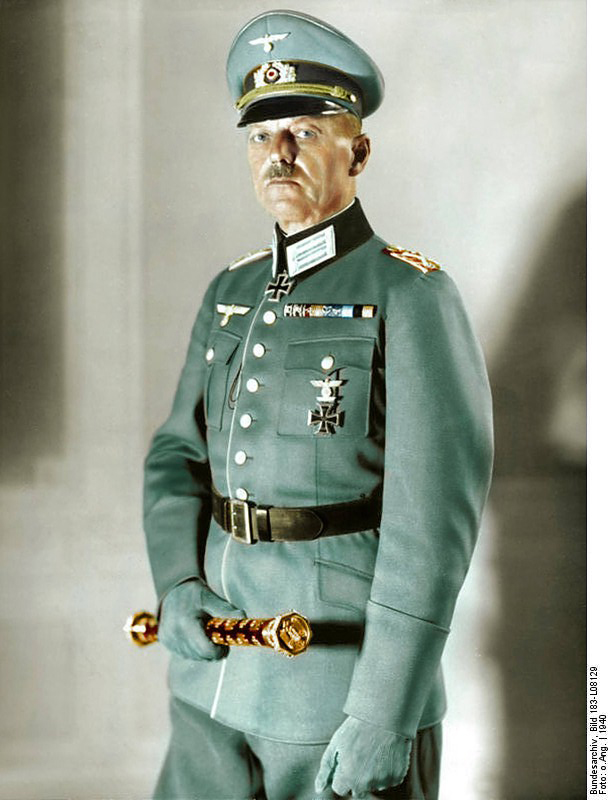
1940年的伦德施泰特

1940年12月，希特勒决定发动苏联侵略战，并制定「巴巴罗萨计划」。1941年3月，伦德施泰特被调往蘇德战争出任南方集團軍总司令。而他在此之前一直未曾参与巴巴罗萨计划的策划与准备工作，并与陆军总司令布劳希奇元帅一样反对巴巴罗萨计划。不过最后伦德施泰特依然接受任命，所指挥的南方集团军群下辖36个步兵师5个装甲师的德意志国防军以及義大利王国、匈牙利、罗马尼亚和斯洛伐克等多国部队联合组成的16个混合步兵师。以乌克兰基辅为目标，在乌克兰负责防守工作的则是苏联的布琼尼元帅。6月22日，德国以153个师、3,580辆坦克、4,980架飞机对苏联施以波蘭戰役扩大模式的闪电战。1天之内苏軍损失飞机1,200多架，到7月9日苏联红军共有28个师被歼灭、70个师的人员或武器损失过半。德軍则在3个方向推进了300至600公里的纵深，伦德施泰特的南方集团军群则攻占了日托米尔进逼基辅。
7月11日，伦德施泰特的第1坦克集群在基辅以西15至20公里处受阻于苏军防御工事，然而此后的日子里南方集团军群的基辅攻势进展缓慢，经过1个月的激战伦德施泰特的部队仅前进了8公里—10公里。此前7月16日古德里安的第2装甲兵团已经攻占斯摩棱斯克，向莫斯科逼近。而伦德施泰特却认为要想攻占莫斯科必须解决基辅以东的布琼尼部队，而且越快越好。8月21日，伦德施泰特发出34号训令要求古德里安兵团与南方集团军群合作，对基辅附近的苏军进行包围。这样的战略思路得到了希特勒的首肯，遂下令中央集团军群就地休整借调辖下第2、第3装甲兵团以及其他两个集团军群的部分步兵师协助南方集团军群开展基辅包围战。
随后这个扩编后的南方集团军群以两个装甲集群（共581辆坦克）以及第4航空大队（轰炸机210架、其余机种200余架）的协助下正式开始对苏联7个集团军展开激烈的乌克兰攻坚战。9月16日，苏德战争历史上最大的围歼战基輔戰役展开，直到9月26日戰役结束。德军共俘虏苏联官兵66.5萬名，其中包括第5集团军司令米哈伊爾·波塔波夫。而苏聯西南方面军司令基尔波诺斯以及参谋长、政委一并阵亡，德军缴获大量的苏军武器装备。在此次战役中苏军的西南方面军事力量几乎消逝殆尽，不得不自在国内发动大规模征兵以及从遥远的西伯利亚征调部队而求在更加纵深的区域建立防御工事。之後南方集团军群向東推進在10月22日攻占哈尔科夫，占领哈尔科夫之后伦德施泰特建议暂时不要进攻顿河畔罗斯托夫。而应当进行整编调整以及给养补充，并建议将攻击计划推迟到来年春天却未得到陆军总部的批准。
随后伦德施泰特的南方集团军群部分部队被调往中央集团军群与其他战区协助作战，此时的南方集团军群剩下大约40个德国师（3个装甲师、两个摩托化师）以及其他一些联合部队。伦德施泰特受命指挥重新整编后的南方集团军群前往攻击顿河畔罗斯托夫，他的部队经顿涅茨盆地向高加索地区前进。10月中旬的连场暴雨导致部队的行进速度大为减慢。11月上旬，伦德施泰特心脏病发作但他拒絕入院治疗並繼續指挥部队推進，而气温已降至零下20度。直到11月16日，南方集团军群才展开对顿河畔罗斯托夫城内的攻击，在11月20日攻克顿河畔罗斯托夫。随后遭到苏军的猛烈反击，起初伦德施泰特仍预计陆军总部会向顿河畔罗斯托夫增援后来鉴于恶劣的天气原因以及苏军高昂的士气遂要求后撤100公里，并得到陆军总部的批准，11月28日伦德施泰特的部队撤离顿河畔罗斯托夫。11月30日，希特勒下令停止撤退，伦德施泰特再次恳求撤退遭到拒绝。随后他申请辞职以治疗心脏病得到批准，並由赖歇瑙元帅接替指挥工作。临行前伦德施泰特感叹道：「一个高贵的民族将败于一个不屈的民族」。

### 战争后期
1942年3月15日，希特勒重召倫德施泰特接替身体原因离职的埃爾溫·馮·維茨萊本元帅成为西線總司令。负责大西洋壁垒：沿著海岸線一條1,700英里長的防御帶的建造工作。然而此时的伦德施泰特认为德国气数已尽，所谓的大西洋壁垒不过是欺骗国民的一种宣传手段。在上任后伦德施泰特将指挥部设在巴黎并着手组织从其他战场抽调兵力打击西线的盟军，并收到一定成效。期间最值得一提的是8月19日在地厄培击败英加联军（第厄普突擊戰）。后因对大西洋壁垒的建造态度消极，督造工作被B集团军群总司令隆美尔接替。不久在西岸防线的战略方针上与隆美尔发生巨大分歧，而希特勒则接受两人意见采取折衷的办法。
1944年6月6日，盟军发起代号为『D日』的诺曼底战役，仓惶且准备不足的德军很快失去了制空权。在伦德施泰特和隆美尔联名向陆军总部发出救援报告，以求动用被希特勒亲自掌握的4个装甲师预备队。陆军参谋长约德尔上将却以希特勒正在休息而拒绝报告并认为这只不过是盟军声东击西的策略，对此多次在公开场合称希特勒为「波希米亚下士」的伦德施泰特暴跳如雷。在次日9点希特勒得知盟军进攻消息而动用预备队时，失去空中保护的装甲部队显得毫无作为。伦德施泰特和隆美尔严厉批评空军部队缺乏支援，随后德军节节败退，不到10天时间盟军已登陆超过50个师合计约100万人。此时倫德施泰特主張希特勒與同盟國進行和談，遭到拒绝。1944年7月1日上午，威廉·凱特爾在電話中向他詢問該如何作戰，他失控大叫：「求和啊，你們這些白痴（德語：den Krieg beenden, ihr Idioten!）」 ！而後隆美尔建议将部队撤离敌人空中及地面炮火火力范围之外重新整编，组织一场后卫战，同样遭到拒绝。不久后伦德施泰特在希特勒一封授予其橡树叶骑士铁十字勋章的客套书信中被解除职务（事後，照他自己的話說，這封信的內容真的十分客氣），并由克鲁格元帅接替他的工作。
随后的7月20日陰謀案令倫德施泰特感到震怒，认为这是一种叛国行为。并同意與威廉·凱特爾和古德里安等人加入榮譽軍人法庭，由伦德施泰特担任主席负责审理谋杀希特勒的叛乱案。审理中開除了數百名懷疑反對希特勒的軍官军籍，被開除军籍的人随即被軍事法庭移交到由罗兰德·弗莱斯勒担任主席的人民法庭进一步审理，其中大部份都被判处死刑。
9月1日，希特勒第三度重召倫德施泰特並任命為西線總司令，虽然此时伦德施泰特知道德国败局已定。他很快就重整了部隊參與了盟軍代號“市場花園行動”的戰役并取得胜利，而后的突出部之役的阿登反击战亦获得部分胜利。雖然伦德施泰特是突出部战役時的西線總司令，却由于最初反對突出部战役計劃，所以基本上完全沒有涉足指揮這場戰役，指挥权大部分由另一位指挥官莫德尔元帅负责，他在1945年3月再次對威廉·凱特爾提出希特勒應該與盟軍和談而不是繼續這場沒勝望的戰爭後又一次遭到免職。
随后倫德施泰特在同年5月1日被美軍第36步兵師俘獲，后被引渡前往英国。在審問期間再度心肌梗塞，被送往英國囚禁。虽然他被列為戰犯，但因健康欠佳而從來沒有接受審判。在他等候審判期間他的妻子和兒子均先後離世。1948年7月獲釋前往汉诺威的一间养老院居住直到離世，死后葬于斯托肯墓园。

## 评价
许多西方军事研究者认为伦德施泰特非但称不上伟大，甚至并不是一流的指挥官。在其负责集团军群司令期间甚至有疏忽职责的做法－经常性的将指挥与策划权交给自己的下属，甚至许多批阅的文件并没有仔细看过。其之所以被认为优秀与手下一大批出色的军事家：曼施坦因、古德里安、克莱斯特、隆美尔、霍特、李斯特、萊茵哈特等人有關而密不可分。其成名的战役如：法国侵略战整套计划的设计是由曼施坦因完成的，而另外两个重要的战场诺曼底战役和突出部战役则更多的由隆美尔和莫德尔负责。
然而部分西方军事研究者认为伦德施泰特是第二次世界大战德军最具代表性的人物，并且有着普鲁士军官的典型风范：并不过多的干涉下属的指挥。正是因为这样的行事作风才得以出现入侵法国时的曼施坦因计划，突出部战役的局部胜利，以及波兰和法国侵略战中那个所向披靡的古德里安。英国战略家李德哈特认为，能让手下优秀人才的发挥出潜力正是一名高级指挥官的价值体现。
在納粹黨勝選後，希特勒逐步將德國極權化及暗中擴軍、突破10萬名陸軍數量限制，走向重建军队道路；倫德施泰特非但未予阻止，且更以他在威瑪共和国時代陸軍上将、軍中領袖身份，協助希特勒選將及建軍，也為部份歷史學家所批評。

## 荣誉
- 鐵十字勳章
  -  鐵十字勳章1914年版
  -  鐵十字勳章 1939年版（加授带）
- 騎士鐵十字勳章
  -  骑士铁十字勋章（1939年9月30日）
  -  骑士铁十字勋章加橡叶（1944年7月1日）
  -  橡叶骑士铁十字勋章加剑（1945年2月18日）

### 引用
1. ↑  埃里希·冯·曼施坦因《失去的胜利》
2. ↑  Hitler's Generals, edited by Correlli Barnett New York: Grove Weidenfeld, 1989, hardbound, 497 pages. ISBN 1-55584-161-9
3. ↑  .   [2010-03-18]. （原始内容存档于2016-03-04）.

### 书籍
- （德文）《馮·倫德施泰特：男人与军人》，作者：袞特·布魯門特里特（Günther Blumentritt，1952）。
- （英文）《最後的普魯士人：陸軍元帥格特·馮·倫德施泰特傳記，1875-1953》，作者：Charles Messenger（伦敦布拉锡出版社，1991年）ISBN 0-08-036707-0
- （英文）《德国指挥官访谈》第七章，作者：李德哈特（纽约威廉莫罗出版社，1948年）。
- （英文）《伦德施泰特简史》，作者：拉里·戈尔姆勒（Larry Gormley）。
- （英文）《第二次世界大战》，作者：（伦敦卡尔顿图书出版社）ISBN 1-84222-073-X